# Main-Kinzig-Kreis
Main-Kinzig-Kreis er en Landkreis i regierungsbezirk Darmstadt i den østlige del af den tyske delstat Hessen. 

## Geografi
Landkreisen har navn efter de to hovedfloder Main, der danner den sydvestlige  Kreisgrenze, og dens biflod fra højre, Kinzig, der løber gennem Kreisens område fra nordøst mod nordvest. Landskabet omkring Kinzig er udløbere af Vogelsberg, Spessart og det vestlige  Rhön. Nord for Kinzig ligger  Ronneburger Hügelland og  Büdinger Wald. Højeste bjerg i  Main-Kinzig-Kreis er Haag der er 584,6 moh.

### Nabokreise
Den grænser til følgende landkreise: Vogelsbergkreis og Fulda i nord, Bad Kissingen og Main-Spessart (Bayern) mod øst, Aschaffenburg (Bayern) i syd, Offenbach og Frankfurt am Main i syd/vest og Wetteraukreis mod vest.
Gelnhausen er administrationsby i Main-Kinzig-Kreis.

## Byer og kommuner
Kreisen havde 418950  indbyggere pr.  2018-12-31

| Byer | Kommuner |  |
| --- | --- |  |
| 1. Bad Orb (10020) 2. Bad Soden-Salmünster (13370) 3. Bruchköbel (20427) 4. Erlensee (14899) 5. Gelnhausen, administrationsby (23073) 6. Hanau, (96023) 7. Langenselbold (13979) 8. Maintal (39298) 9. Nidderau (20333) 10. Schlüchtern (15914) 11. Steinau an der Straße (10275) 12. Wächtersbach (12542) | 1. Biebergemünd (8296) 2. Birstein (6198) 3. Brachttal (5156) 4. Flörsbachtal (2298) 5. Freigericht (14460) 6. Großkrotzenburg (7559) 7. Gründau (14649) 8. Hammersbach (4818) 9. Hasselroth (7311) 10. Jossgrund (3465) 11. Linsengericht (9871) 12. Neuberg (5416) 13. Niederdorfelden (3954) 14. Rodenbach (11173) 15. Ronneburg (3431) 16. Schöneck (11864) 17. Sinntal (8878) |  |